# Paweł Zbijewski
Paweł Zbijewski herbu Rola – łowczy poznański w latach 1765–1776, miecznik poznański w latach 1748–1765, dziedzic dóbr Kokorzyn.
Był konsyliarzem województw poznańskiego i kaliskiego w konfederacji 1767 roku.